# Maria Wiktoria del Pozzo della Cisterna
Maria Wiktoria Charlotta Henrietta Joanna (ur. 9 sierpnia 1847 w Paryżu; zm. 8 listopada 1876 w San Remo), księżniczka della Cisterna, królowa Hiszpanii.
Była córką Karola Emanuela, księcia dal Pozzo dalla Cisterna, i jego żony, Luizy Karoliny, hrabiny Merode. 30 maja 1863 w Turynie, wyszła za mąż za Amadeusza, księcia Aosty, syna Wiktora Emanulea II, króla Włoch. Maria Luiza była księżną Aosty w latach 1863–1876, a następnie królową Hiszpanii (1870–1873).
Amadeusz i Maria Wiktoria mieli trzech synów:
- Emanuel Filiberto d’Aosta (13 stycznia 1869; 4 lipca 1931);
- Wiktor Emanuel (24 listopada 1872; 10 października 1946), hrabia Turynu;
- Luigi Amadeo (29 stycznia 1873; 18 marca 1933), książę Abruzzi.

Maria Wiktoria została królową Hiszpanii kiedy jej mąż, książę Aosty został królem 16 listopada 1870 roku. Amadeusz abdykował 11 lutego 1873 roku.